# Reva Foos
Reva Foos (15 de septiembre de 1993) es una deportista alemana que compite en natación, especialista en el estilo libre. Ganó dos medallas en el Campeonato Europeo de Natación de 2018, oro en 4 × 200 m libre mixto y bronce en 4 × 200 m libre.

## Palmarés internacional
| Campeonato Europeo | Campeonato Europeo    | Campeonato Europeo | Campeonato Europeo    |
| Año                | Lugar                 | Medalla            | Prueba                |
| ------------------ | --------------------- | ------------------ | --------------------- |
| 2018               | Glasgow (Reino Unido) | Medalla de oro     | 4 × 200 m libre mixto |
| 2018               | Glasgow (Reino Unido) | Medalla de bronce  | 4 × 200 m libre       |